# Längentalbach (Nederbach)
Der Längentalbach ist ein linker Zufluss des Nederbachs im Längental in den Stubaier Alpen in Tirol mit einer Länge von 6,25 km.

## Lauf und Landschaft
Der Längentalbach entspringt auf einer Höhe von fast 2600 m zwischen Wechner- und Hochbrunnachkogel und fließt zunächst in östlicher, dann in nördlicher Richtung durch das Längental. Am Talausgang mündet er in den Speicher Längental der Kraftwerksgruppe Sellrain-Silz, der vom Nederbach durchflossen wird.

## Hydrologie
Das natürliche Einzugsgebiet des Längentalbachs beträgt 9,2 km², davon sind 0,7 % vergletschert. Der höchste Punkt im Einzugsgebiet ist der Sulzkogel mit 3016 m ü. A.
Der mittlere Abfluss am Pegel Kühtai beträgt 0,36 m³/s, was einer Abflussspende von 39,6 l/(s·km²) entspricht. Der Längentalbach weist ein sehr stark ausgeprägtes nivo-glaziales Abflussregime auf, das durch hohe Abflüsse im Sommer und niedrige im Winter geprägt ist. Das mittlere Monatsmittel des Abflusses ist im wasserreichsten Monat Juni mit 1,18 m³/s rund 37 Mal höher als im wasserärmsten Monat Februar mit 0,032 m³/s.

## Ökologie
Der Längentalbach ist ein unregulierter Gebirgsbach. Steilere Abschnitte mit höherer Fließgeschwindigkeit wechseln mit breiteren Mäandern ab. Hier haben sich stellenweise Kies- und Sandbänke gebildet, die immer wieder umgelagert und überspült werden. Auf diesen dynamischen Flächen können nur wenige, spezielle Pionierarten gedeihen. An ruhigeren Stellen haben sich Tümpel gebildet. Das Wasser ist Lebensraum von Wassermoosen (z. B. Hygrohypnum), Algen, Makrozoobenthos (z. B. Fliegenlarven-Arten) und Amphibien. Durch den Bau des Speichers Kühtai wird der Bach auf einer Länge von rund 2,4 km zerstört.